# Ričardas Tamulis
Ričardas Tamulis est un boxeur lituanien né le 22 juillet 1938 à Kaunas. Il a combattu pour l'U.R.S.S. et a été élu sportif lituanien de l'année en 1964.

## Carrière
Médaillé d'argent aux Jeux olympiques de Tokyo en 1964, sa carrière amateur est également marquée par 3 titres européens en 1961, 1963 et 1965 dans la catégorie poids welters.

## Palmarès

### Jeux olympiques
- Médaille d'argent en -67 kg aux Jeux de Tokyo en 1964

### Championnats d'Europe de boxe amateur
- Médaille d'or en -67 kg en 1965 à Berlin
- Médaille d'or en -67 kg en 1963 à Moscou
- Médaille d'or en -67 kg en 1961 à Belgrade

## Référence
1. ↑  (en) Présentation de la carrière de Ričardas Tamulis (sports-reference.com)